# Podarcis bocagei
La lucertola di Bocage (Podarcis bocagei (Seoane, 1885)) è un rettile appartenente alla famiglia dei lacertidi, endemico della penisola iberica.

## Etimologia
Il nome del genere deriva dal greco antico ποδαρκής ( = piè veloce) mentre l'epiteto specifico è un omaggio al naturalista portoghese José Vicente Barbosa du Bocage (1823-1907).

## Descrizione

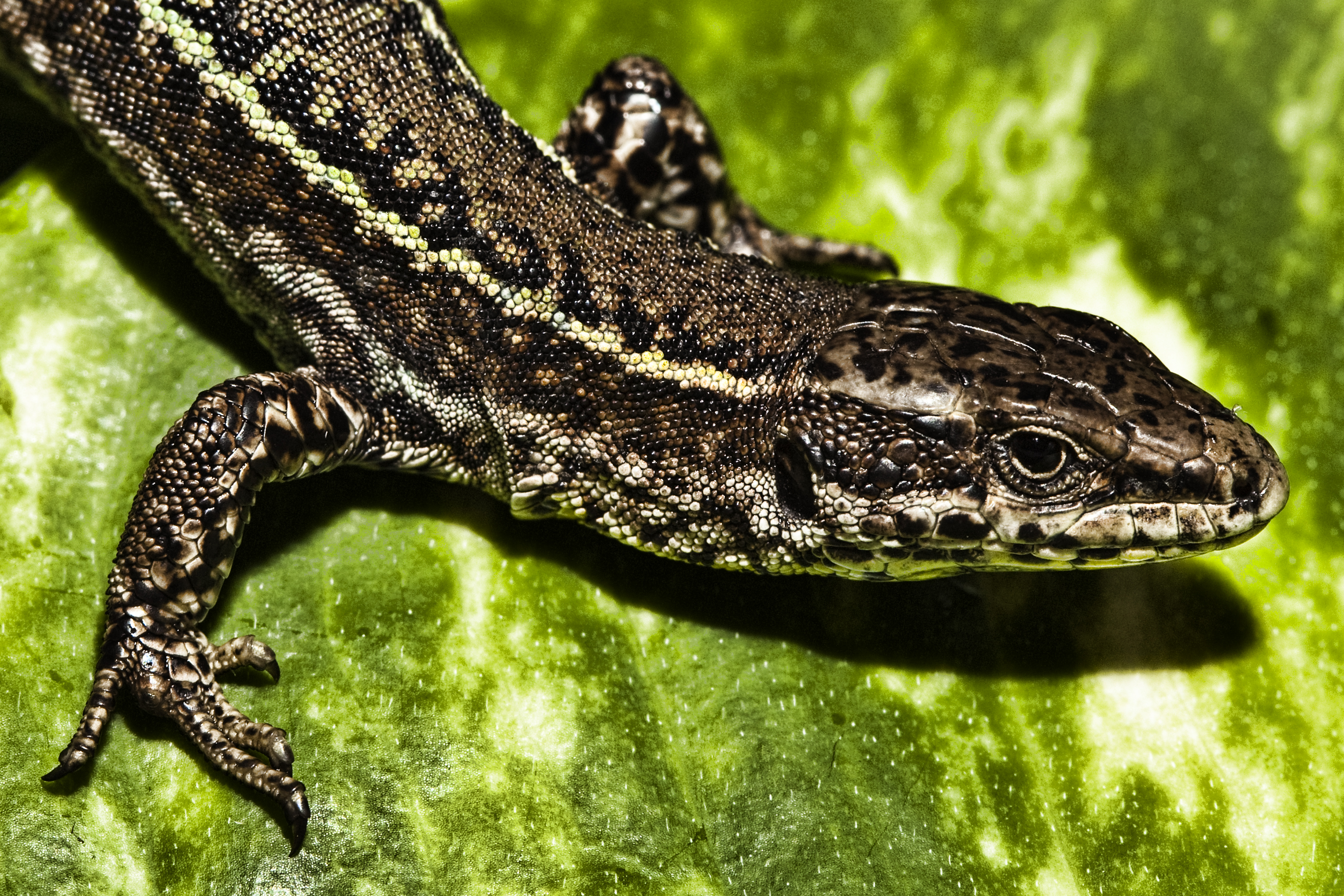

P. bocagei è lunga circa 5-6 cm, esclusa la coda, che può arrivare a raggiungere una lunghezza quasi doppia a quella del corpo; i maschi presentano una coda più lunga rispetto alle femmine. Le dimensioni di questi esemplari, superano di poco quelle delle specie P. hispanicus e P. carbonelli e, a volte, sono superiori nelle popolazioni presenti sulle isole, rispetto a quelle dell'entroterra. Il peso è di circa 4 grammi.

P. bocagei ha delle caratteristiche proprie che la differenziano dagli altri esemplari del genere Podarcis.

La sagoma è piuttosto tozza, il cranio è alto e le orbite oculari superano di poco la parte superiore della testa.
I maschi sono più grandi e possenti delle femmine e presentano un dorso di colore verde, con ai lati due strisce longitudinali più chiare, il cui colore può variare dal verde sfumato al giallo. Esse sono circondate da linee nere, con i bordi irregolari. I fianchi, di colore scuro, presentano un motivo nero che forma una sorta di reticolo.

La tonalità di verde presente sul dorso, può diventare più intensa, o virare sul bruno, a seconda della stagione.

Il ventre è, in genere, di colore giallo, ma negli esemplari maschi può variare dall'arancione al rosso, nel periodo della stagione fredda, o in relazione alla zona in cui vivono. Sono presenti, inoltre, delle macchie nere che abbondano soprattutto nei punti esterni dell'addome.
Il dorso delle femmine è, invece, di colore marrone, con le strisce laterali giallastre. Le linee nere che le circondano, hanno i bordi meno irregolari.

## Biologia

### Riproduzione
È una specie ovipara, che si riproduce da due a quattro volte in un anno, deponendo da due a nove uova.

## Distribuzione e habitat

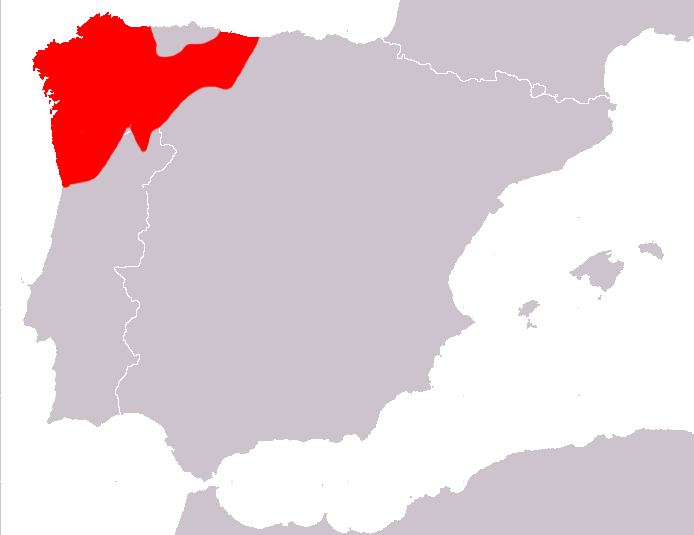
Areale di P. bocagei

La specie è diffusa nel nord-ovest della Spagna e nelle zone settentrionali del Portogallo.
 
Il suo habitat include terreni boscosi, costituiti da alberi a foglie decidue, con un clima mite. Si può trovare anche lungo le coste, sopra le dune di sabbia, e nei pressi dei villaggi. Segnalata dal livello del mare, fino a 1.900 metri di altezza.

## Tassonomia
La sottospecie P. bocagei carbonelli è oggi considerata una specie a sé stante (Podarcis carbonelli Pérez Mellado, 1981).

## Conservazione
P. bocagei è molto diffusa ed il numero degli esemplari è, probabilmente, abbondante. Inoltre, riesce ad adattarsi facilmente ad alcuni cambiamenti del suo habitat, pertanto è classificata dalla IUCN Red List come specie a basso rischio (Least Concern).
 
Alcune delle possibili minacce all'habitat di questa specie sono gli incendi nelle foreste, l'introduzione di conifere per l'agroforestazione, la diminuzione delle zone con dune di sabbia e la costruzione di strutture a fini turistici.
 
La lucertola di Bocage è inserita nella Appendice III della Convenzione di Berna. Parte del suo areale ricade all'interno di aree protette.

## Galleria d'immagini

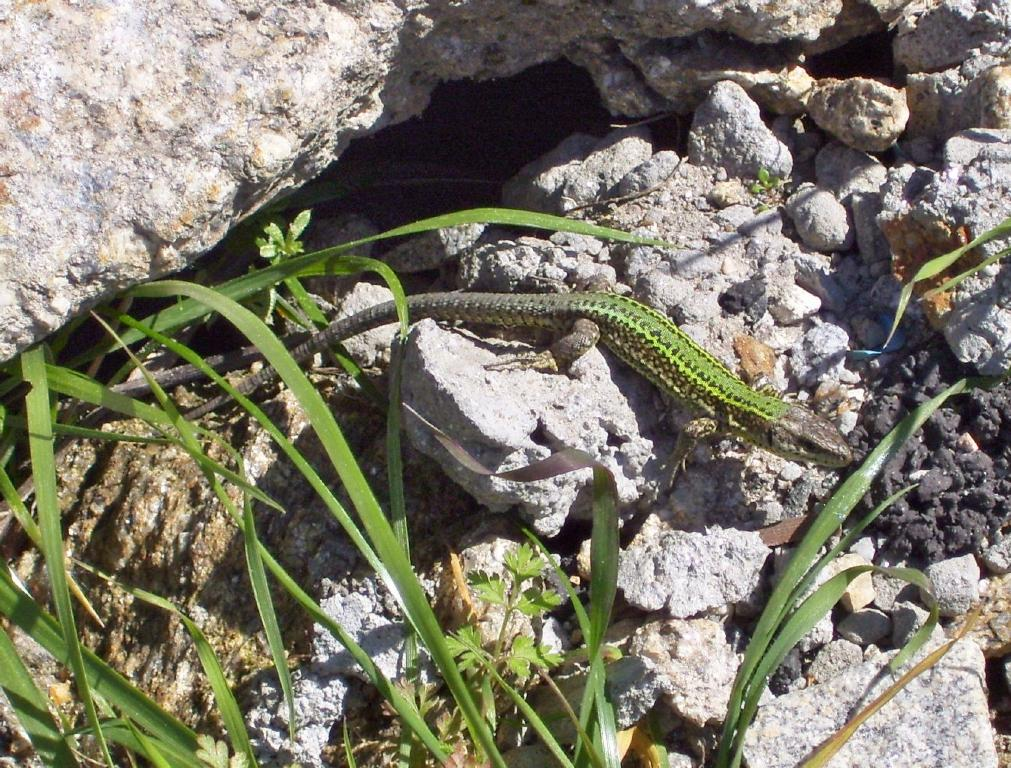
Esemplare maschio
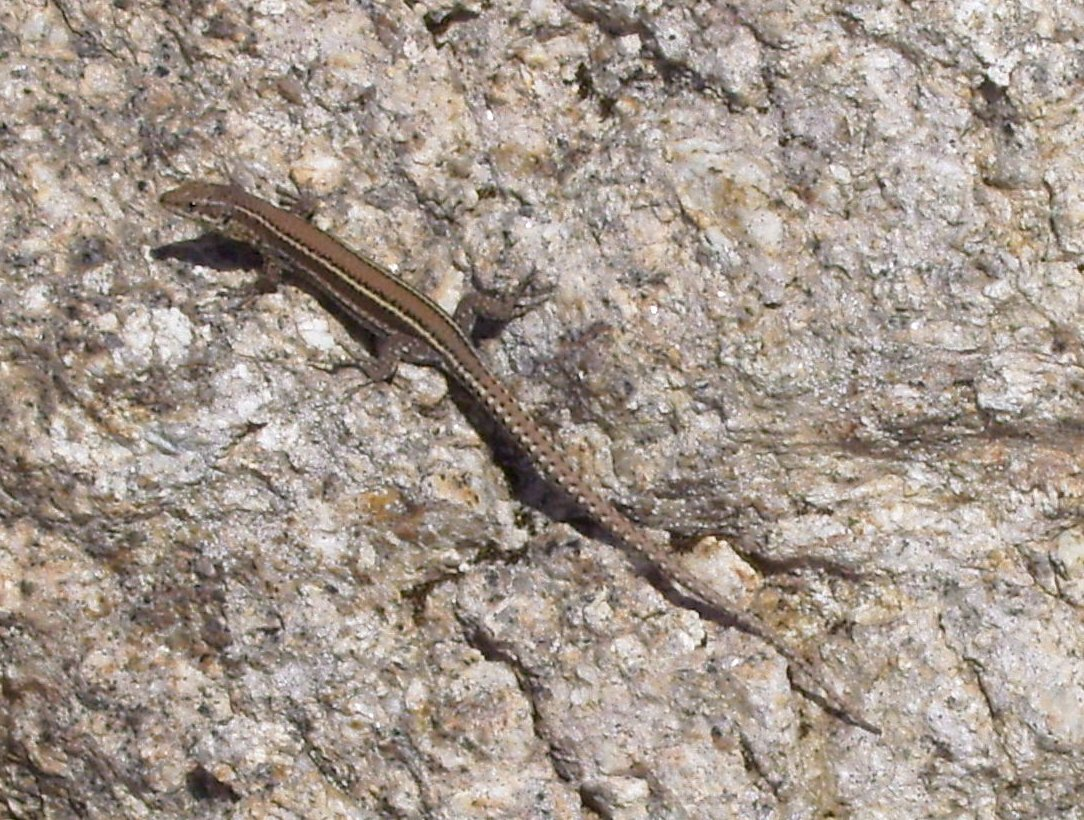
Esemplare femmina
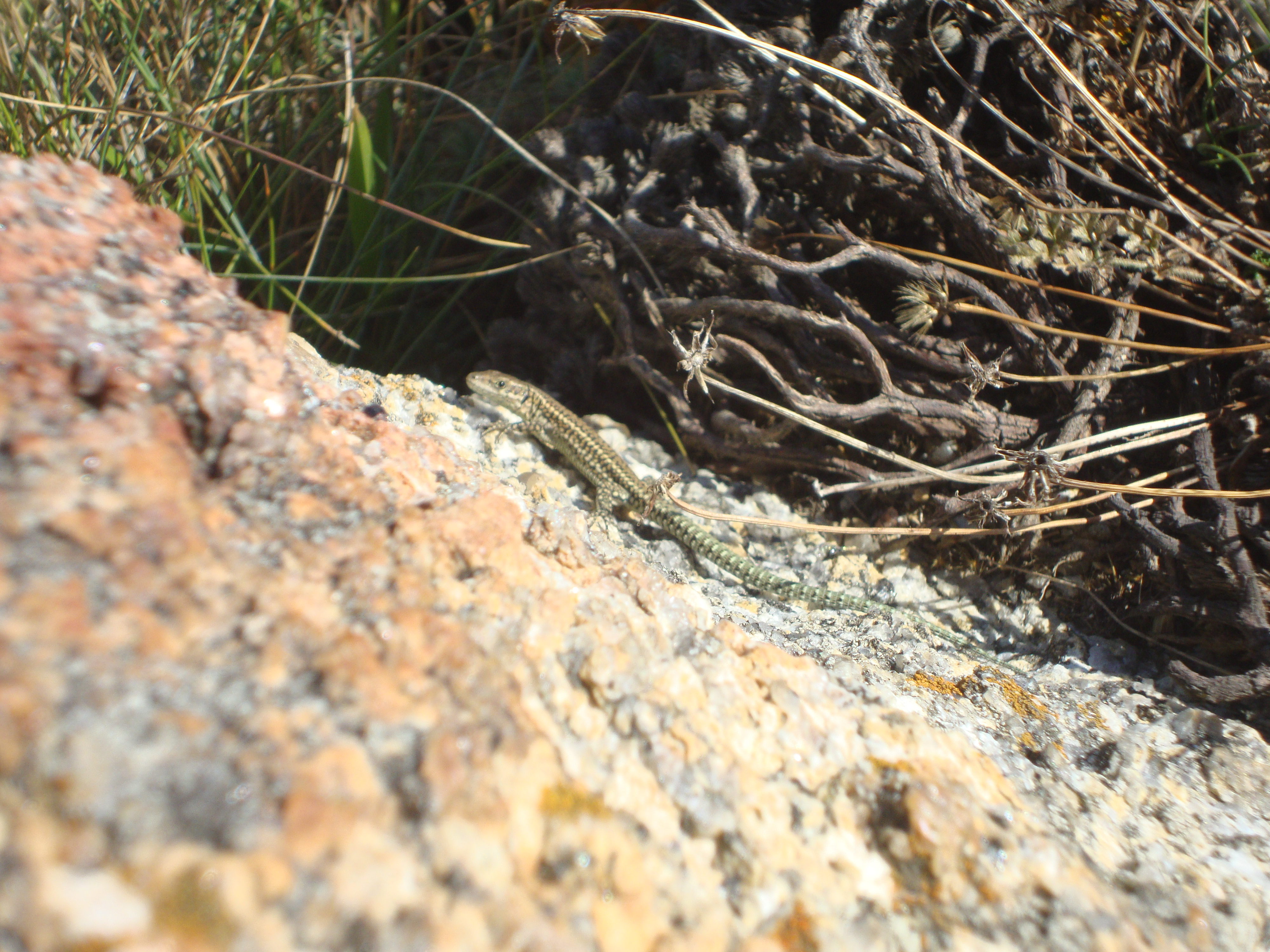
Esemplare giovane
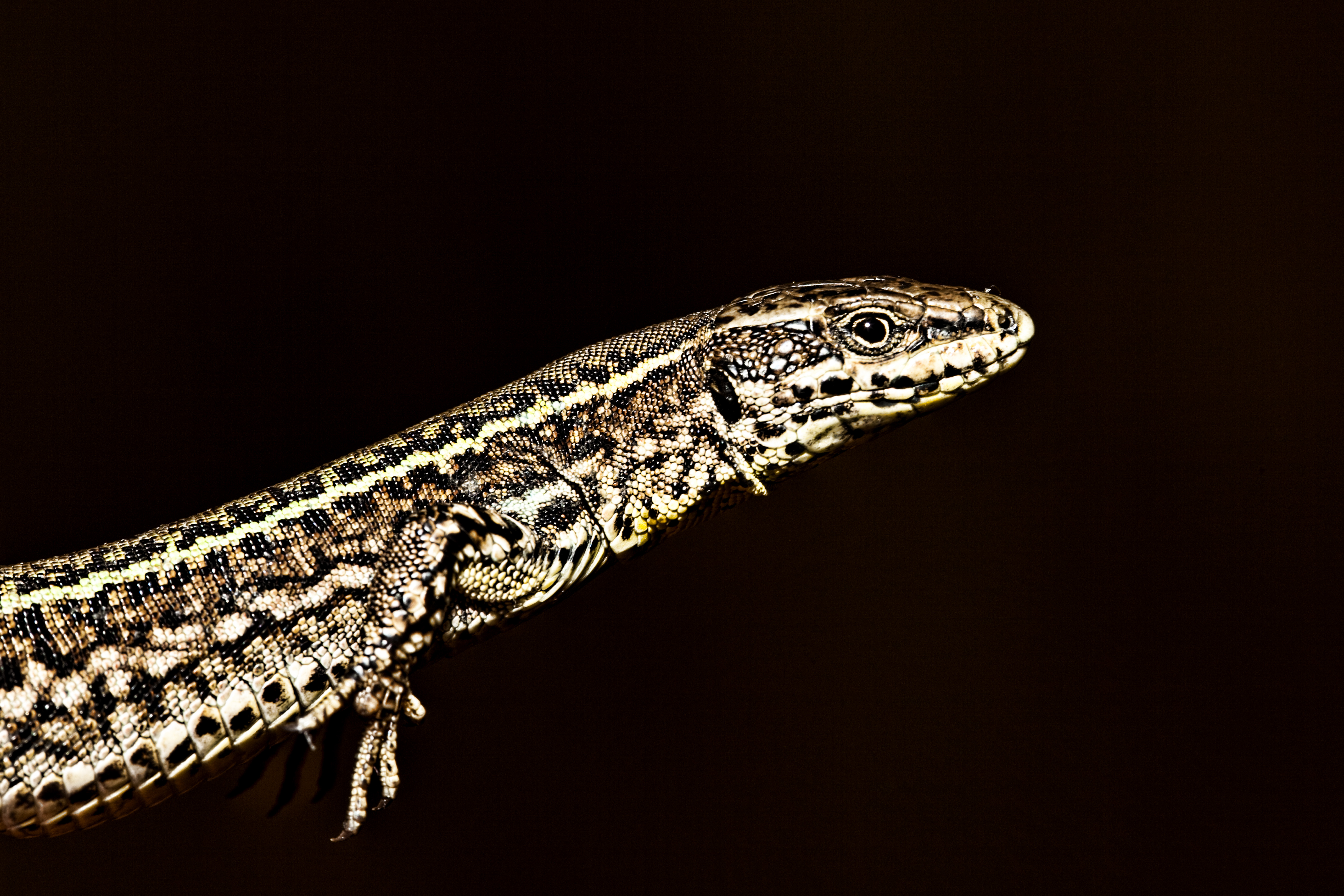
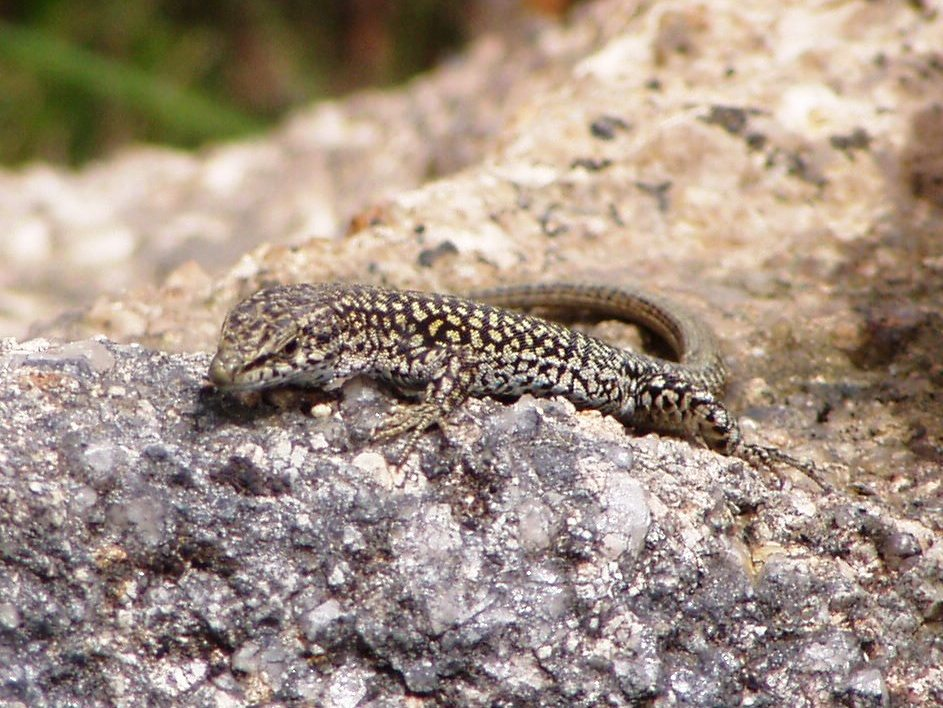